# انگلس‌کوویل-لابلا-لون
انگلس‌کوویل-لابلا-لون (به فرانسوی: Anglesqueville-la-Bras-Long) یک کمون در فرانسه است که در canton of Fontaine-le-Dun واقع شده‌است. انگلس‌کوویل-لابلا-لون ۳٫۵۳ کیلومتر مربع مساحت دارد ۱۲۶ متر بالاتر از سطح دریا واقع شده‌است.